# 前530年
| 千纪： | 前1千纪 |
| 世纪： | 前7世纪 \| 前6世纪 \| 前5世纪 |
| 年代： | 前560年代 \| 前550年代 \| 前540年代 \| 前530年代 \| 前520年代 \| 前510年代 \| 前500年代                                                                                                  |
| 年份： | 前535年 \| 前534年 \| 前533年 \| 前532年 \| 前531年 \| 前530年 \| 前529年 \| 前528年 \| 前527年 \| 前526年 \| 前525年                                                                    |
| 纪年： | 周景王十五年 魯昭公十二年 齐景公十八年 晋昭公二年 秦哀公七年 宋元公二年 楚灵王十一年 卫灵公五年 陈惠公四年 蔡平侯元年 曹武公二十五年 郑简公三十六年 燕悼公六年 吴王馀眛十四年 杞平公六年 |

## 大事記
- 释迦牟尼创立佛教
- 晉滅肥、伐鮮虞之戰
- 岡比西斯二世繼任波斯阿契美尼德王朝的國王

## 逝世
- 居魯士二世－波斯帝國阿契美尼德王朝第一位國王，12月死於攻打中亞的遊牧部落馬薩格泰的戰役中。